# Eschau (Basse-Franconie)
Pour les articles homonymes, voir Eschau (homonymie).
Eschau est une commune de Bavière (Allemagne), située dans l'arrondissement de Miltenberg, dans le district de Basse-Franconie.

## Géographie
Eschau est située au sud-ouest du Spessart, au bord de la rivière Elsava, dans la région bavaroise du Main inférieur.

## Quartiers
| - Eschau - Hobbach - Hofwildensee - Oberaulenbach - Schafhof | - Sommerau - Unteraulenbach - Wildensee - Wildenstein - Wildenthal |